# 加賀 (板橋區)
加賀（日语：／ Kaga */?）是東京都板橋區的町名。現行行政地名為加賀一丁目〜二丁目。
板橋區全域已實施住居表示。

## 地理
位於東京都板橋區東端。北鄰稻荷台，東接北區上十條及十條台，南連板橋，西通仲宿。東西向的石神井川穿過町域中央，東邊有JR鐵道。町域內是住宅、中小工業設施聚集的住工混合區。町域北部的加賀二丁目有帝京大學板橋校區與帝京大學醫學部附屬醫院。

## 歷史

### 地名由來
來自江戶時代此地的加賀藩下屋敷。

## 交通

### 鐵道
町內未設車站，可利用以下路線。
- 東日本旅客鐵道（JR東日本）
  - 埼京線（赤羽線）：十條站（北區上十條一丁目與二丁目）
- 東京都交通局
  - 都營地下鐵三田線：新板橋站（板橋一丁目與四丁目）・板橋區役所前站（板橋二丁目與三丁目、仲宿）

### 巴士
- 國際興業巴士（日语：国際興業バス）
  - 東板橋體育館入口、金澤小學校、加賀二丁目、帝京大學醫院、加賀一丁目、板橋給水所
    - 王22：行經帝京大學醫院往王子站、往板橋站

### 道路、橋梁
道路
- 加賀學園通

橋梁
- 御成橋
- 綠橋
- 加賀橋
- 金澤橋

## 設施
一丁目
- 板橋區立東板橋圖書館
- 板橋區立東板橋體育館
- 加賀公園
- 東京朝鮮中高級學校（日语：東京朝鮮中高級学校）

二丁目
- 帝京大學醫學部附屬醫院（日语：帝京大学医学部附属病院）
- 帝京大學板橋校區
- 板橋區立金澤小學校
- 板橋區立加賀中學校
- 加賀第二公園

## 備註
1. ↑  住民基本台帳による町丁目別世帯数及び人口表-東京都板橋区
2. ↑  『角川日本地名大辞典 13 東京都』，角川書店，1991年再版，P795
3. ↑  『いたばしの地名』板橋区教育委員会，1995年，P189-190

## 外部連結
- 板橋區官方網站（页面存档备份，存于）